# كاريتا ماتيلا
كاريتا ماتـّيلا (Karita Mattila؛ سوميرو، 5 سبتمبر 1960) مغنية أوبرا سوبرانو فنلندية.
تظهر ماتيلا بشكل منتظم دور الأوبرا الكبرى عبر العالم مثل أوبرا ميتروبوليتان في نيويورك ودار الأوبرا الملكية في لندن، و مسرح شاتيليه وأوبرا الباستيل في باريس، و أوبرا شيكاغو ، و أوبرا سان فرانسيسكو ، و أوبرا هيوستن الكبرى ، و دار أوبرا فيينا وغروسس فستشبيلهاوس في سالزبورغ ، مع عـِلية الأوركسترات.

## روابط خارجية
- كاريتا ماتيلا على موقع IMDb (الإنجليزية)
- كاريتا ماتيلا على موقع ميوزك برينز (الإنجليزية)
- كاريتا ماتيلا على موقع أول ميوزيك (الإنجليزية)
- كاريتا ماتيلا على موقع ديسكوغز (الإنجليزية)
- كاريتا ماتيلا على موقع قاعدة بيانات الفيلم (الإنجليزية)